# U 249
U 249 war ein deutsches U-Boot vom Typ VII C, das im Zweiten Weltkrieg von der deutschen Kriegsmarine eingesetzt wurde.

## Technische Daten
Der Auftrag für das Boot wurde am 5. Juni 1941 an die Werft Germaniawerft, Kiel vergeben. Die Kiellegung erfolgte am 23. Januar 1943, der Stapellauf am 23. Oktober 1943. Die Indienststellung unter Oberleutnant zur See Rolf Lindschau fand schließlich am 20. November 1943 statt.

## Geschichte
Das U-Boot gehörte nach seiner Indienststellung am 20. November 1943 bis zum 1. Januar 1944 sowie vom 17. Juli 1944 bis zum 9. Mai 1945 zur 5. U-Flottille.

## Einsatzgeschichte

### Erste Feindfahrt
Das Boot lief am 7. März 1945 von Bergen aus und am 16. März 1945 wieder dort ein. Auf dieser 10 Tage dauernden langen Unternehmung in den Nordatlantik – Operationsgebiet war das Nordmeer, die Shetland-Inseln und die Färöer-Inseln wurden keine Schiffe versenkt.

### Zweite Feindfahrt
Das Boot lief am 3. April 1945 von Bergen aus und am 9. Mai 1945 in Portland ein, das Operationsgebiet war der Englischen Kanal und die Scilly-Inseln, es wurden keine Schiffe versenkt. Am 9. Mai 1945 kapitulierte U 249 vor der in Dunkeswell (Devon) stationierten Liberator PB4Y-1 der US Navy.

## Verbleib
U 249 kapitulierte und wurde im Mai 1945 im Rahmen der Operation Deadlight versenkt.